# Melisa Pavicich
Melisa Belén Pavicich (Lanús, 21 maggio 1991) è un'ex cestista argentina.

## Carriera
Con l'Argentina ha disputato i Campionati americani del 2011.